# Bill Engström-Johansson
Sven Wilhelm (Bill) Engström-Johansson, född 18 augusti 1917 i Stockholm, död där 24 november 1979, var en svensk arkitekt.
Engström-Johansson, som var son till kontorschef Wilhelm Engström och Gunhild Bergström, avlade studentexamen i Örebro 1939 samt utexaminerades från Kungliga Tekniska högskolan 1942 och från Kungliga Konsthögskolan 1948. Han anställdes hos Lantbruksförbundets Byggnadsförening 1942, hos arkitekt Wolter Gahn 1948, hos arkitekterna Bengt Romare och Georg Scherman 1949 samt var avdelningsarkitekt hos HSB från 1951 och t.f. speciallärare vid Kungliga Tekniska högskolan från 1959. Han bedrev egen arkitektverksamhet och skrev recensioner i byggnadstekniska tidskrifter.
Engström-Johansson ritade bland annat Blackebergs Centrum med biograf, butiker och bostäder för HSB (1951–1953), bostäder för HSB i kvarteret Rönnen i Skövde, kvarteret Bryggaren i Enköping, kvarteret Lommen i Landskrona, kvarteret Lagerkrantz i Karlskrona, kvarteret Haren i Karlskoga, området Kallkällan i Luleå och kvarteret Taube i Karlskrona.